# Pleuroceras insulare
Pleuroceras insulare är en svampart som tillhör divisionen sporsäcksvampar, och som först beskrevs av Johanson, och fick sitt nu gällande namn av Michel Monod. Pleuroceras insulare ingår i släktet Pleuroceras, och familjen Gnomoniaceae. Arten är reproducerande i Sverige.